# Campioni italiani assoluti di atletica leggera indoor - 60 metri ostacoli femminili
Questa pagina raccoglie un elenco di tutte le campionesse italiane dell'atletica leggera nei 60 metri ostacoli indoor, specialità introdotta ai campionati italiani assoluti di atletica leggera indoor sin dalla prima edizione del 1970 e attualmente ancora parte del programma della manifestazione.

## Albo d'oro
| Anno | Atleta (società)                               | Prestazione |
| ---- | ---------------------------------------------- | ----------- |
| 1970 | Paola Giulia CUS Roma                          | 8"9(m)      |
| 1971 | Ileana Ongar CUS Roma                          | 8"9(m)      |
| 1972 | Ileana Ongar Zauli Lazio                       | 8"7(m)      |
| 1973 | Antonella Battaglia Libertas San Saba Roma     | 8"7(m)      |
| 1974 | Meta Antenen Svizzera                          | 8"1(m)      |
| 1975 | Teresa Sukniewicz Polonia                      | 8"70        |
| 1976 | Ileana Ongar Zauli Lazio                       | 8"46        |
| 1977 | Ileana Ongar Zauli Lazio                       | 8"60        |
| 1978 | Ileana Ongar Zauli Lazio                       | 8"52        |
| 1979 | Carla Lunghi CUS Genova                        | 8"60        |
| 1980 | Patrizia Lombardo SNIA Milano                  | 8"38        |
| 1981 | Carla Lunghi CUS Genova                        | 8"74        |
| 1982 | Laura Rosati Fiat Sud Lazio                    | 8"60        |
| 1983 | Laura Rosati Fiat Sud Lazio                    | 8"60        |
| 1984 | Simona Parmiggiani SNIA Milano                 | 8"49        |
| 1985 | Mary Massarin Sisport Paraflù Torino           | 8"49        |
| 1986 | Mary Massarin Fiat Also Torino                 | 8"44        |
| 1987 | Patrizia Lombardo SNIA BPD Milano              | 8"37        |
| 1988 | Carla Tuzzi Cises Frascati                     | 7"71        |
| 1989 | Carla Tuzzi Cises Frascati                     | 8"37        |
| 1990 | Carla Tuzzi Cises Frascati                     | 8"31        |
| 1991 | Carla Tuzzi Cises Frascati                     | 8"33        |
| 1992 | Daniela Morandini ACSI Sanson Verona           | 8"40        |
| 1993 | Carla Tuzzi Cises Frascati                     | 8"26        |
| 1994 | Carla Tuzzi Cises Frascati                     | 8"10        |
| 1995 | Carla Tuzzi Cises Frascati                     | 8"12        |
| 1996 | Carla Tuzzi Snam                               | 8"19        |
| 1997 | Carla Tuzzi Snam                               | 8"36        |
| 1998 | Erica Barani Snam                              | 8"36        |
| 1999 | Erica Barani Snam                              | 8"43        |
| 2000 | Margaret Macchiut Sisport Fiat Torino          | 8"26        |
| 2001 | Margaret Macchiut Sisport Fiat Torino          | 8"34        |
| 2002 | Margaret Macchiut Sisport Fiat Torino          | 8"34        |
| 2003 | Margherita Nicolussi Gruppo Sportivo Forestale | 8"53        |
| 2004 | Micol Cattaneo Ginnastica Comense 1872         | 8"36        |
| 2005 | Margaret Macchiut Fondiaria SAI Atletica       | 8"14        |
| 2006 | Margaret Macchiut Fondiaria SAI Atletica       | 8"20        |
| 2007 | Micol Cattaneo Centro Sportivo Carabinieri     | 8"27        |
| 2008 | Micol Cattaneo Centro Sportivo Carabinieri     | 8"14        |
| 2009 | Micol Cattaneo Centro Sportivo Carabinieri     | 8"28        |
| 2010 | Marzia Caravelli CUS Cagliari                  | 8"26        |
| 2011 | Giulia Pennella Centro Sportivo Esercito       | 8"17        |
| 2012 | Veronica Borsi Gruppi Sportivi Fiamme Gialle   | 8"18        |
| 2013 | Veronica Borsi Gruppi Sportivi Fiamme Gialle   | 8"00        |
| 2014 | Giulia Pennella Centro Sportivo Esercito       | 8"04        |
| 2015 | Giulia Pennella Centro Sportivo Esercito       | 8"08        |
| 2016 | Giulia Pennella Centro Sportivo Esercito       | 8"12        |
| 2017 | Elisa Di Lazzaro CUS Parma                     | 8"25        |
| 2018 | Veronica Borsi ACSI Italia Atletica            | 8"19        |
| 2019 | Luminosa Bogliolo CUS Genova                   | 8"10        |
| 2020 | Linda Guizzetti CUS Pro Patria Milano          | 8"26        |
| 2021 | Elisa Di Lazzaro Centro Sportivo Carabinieri   | 8"16        |
| 2022 | Elisa Di Lazzaro Centro Sportivo Carabinieri   | 8"18        |
| 2023 | Nicla Mosetti Bracco Atletica                  | 8"04        |